# Невідоме (математика)
Невідоме в математиці — визначення шуканої величини. Числове значення яке залежить від різних вимірних факторів, які можна замінити символом невідомого (шуканого) і знайти експериментально або шляхом розв'язування рівнянь або нерівностей .
Невідомий, а, е. — який ще не став відомим.
Невідоме (як імен.) матем. — ікс

## Історія
Але чому саме буквою «ікс» (символ «х») стали позначати невідому величину, значення якої треба визначити?
У 1591 році французький алгебраїст Вієт ввів літерні позначення величин. Він використовував голосні літери «а», «е», «i», «о», «u» для невідомих величин, а приголосні «c», «d», «b», «f» — для відомих.
Літерні позначення, які застосовуються сьогодні, «a», «b», «c», «d» для відомих значень і «х», «у», «z» — для невідомих, введені в XVII столітті французьким вченим Декартом, Це  відбулося під впливом арабської науки.. Арабські математики називали шукане невідоме словом «шей», що буквально означає «щось», і яке починалося з букви арабського алфавіту, вимовляється як «Ше». Іспанські математики стали використовувати відповідну літеру латинського алфавіту «х», яка виголошувалася в той час іспанцями як «ш» і називалася «Ше». Саме цей іспанський «х» переніс Декарт у свою знамениту «Геометрію», видану в 1637 році. Французькою ж мовою ця буква читалася як «кс» і називалася «ікс».
Буквою «ікс» (символ «х») в алгебрі прийнято позначати шукану невідому величину, «невідоме».

## Теорія
Невідомі символи у вигляді літер латинського або грецького алфавіту найчастіше використовуються для позначення чисел, векторів, функцій, матриць тощо. Не кожен буквений символ у математичних задачах має бути невідомим, особливо в рівняннях, що використовуються у фізиці. Деякі з величин, позначених символами, можуть бути заданими, а деякі можуть бути константами . Використання літер замість цифр для кількості даних забезпечує загальність формул і рівнянь, які можна використовувати для інших даних. Щоб зберегти правильність запису математичних операцій прийнято не використовувати символи номенклатури математичних констант для позначення невідомих (напр. {\displaystyle e} або {\displaystyle \pi }).
У сферах пов'язаних з математичним моделюванням (фізика, хімія) широко використовуються невідомі. Існує багато типів невідомих, залежно від їх вибору. Найбільш загальний поділ — за часовою залежністю. Розрізняють постійні незалежні від часу невідомі та залежні від часу невідомі, які називаються змінними невідомими . Невідомі, обмежені заданими інтервалами, також можуть бути компонентами інших невідомих — тоді вони називаються параметрами .

## Приклади
- У лінійному рівнянні з одним невідомим: {\displaystyle 2x-3=4}; невідомий {\displaystyle x.}
- У лінійному рівнянні з двома невідомими {\displaystyle 3x-4y=-2} ; невідомі {\displaystyle x,y} (це може бути, наприклад, діофантове рівняння).
- У нерівності {\displaystyle \sin x-2\cos y=z} ; є три невідомі: {\displaystyle x,y,z.}
- У диференціальному рівнянні {\displaystyle f'(x)-f(x)=0}; невідома є функція {\displaystyle f(x).}